# Стивенсон, Кит
Кейт Стевенсон (англ. Keith John Stevenson) – американский химик, специалист в области аналитической химии, электрохимии и материаловедения.

## Биография
Кейт родился 9 мая 1966 года в городе Уоллова Каунти (штат Вашингтон, США) в семье бизнесмена и медсестры. Заинтересовался химией в раннем детстве. После школы поступил в Университет Пьюджет- Саунда (Такома, штат Вашингтон, США) на специальность «Химия». После выпуска в 1989 г. несколько лет работал в компании ATI Technologies, Inc. по специальности химика-аналитика. В 1997 защитил кандидатскую диссертацию по специальности «Физическая и аналитическая химия» в Университете Юты (Солт-Лейк Сити, штат Юта, США). С 1997 по 2000 годы был постдоком в Северо-Западном Университете (Эвансон, штат Иллинойс, США). С 2000 года – профессор в Университете Техаса (Остин, штат Техас, США). С 2010 по 2015 годы возглавлял Центр нано- и молекулярной науки и технологий, параллельно был членом попечительского совета Института материалов в Техасе. С 2014 по 2019 годы был директором Центра энергетических наук и технологий в Сколковском институте науки и технологии (Сколтех, Московская область, Россия), а с 2019 года является первым проректором института по научно-исследовательской работе.

## Научная деятельность
Во время учебы в Университет Пьюджет-Саунда специализировался на аналитической химии, и после выпуска он устроился на должность химика-аналитика в компанию ATI Technologies, Inc, где занимался анализом элементного состава различных объектов.
После этого он поступил в аспирантуру в Университет Юты для более детального изучения аналитической и физической химии. Под руководством профессора Генри Уайта, он изучал электрохимическую адсорбцию на поверхность металлического серебра, , . После защиты кандидатской диссертации он отправился работать в Северо-Западный университет, где его исследовательская деятельность была направлена на развитие методик определения функциональных свойств пористых материалов для накопления энергии и химических сенсоров,. В частности, благодаря грамотному применению различных электрохимических, рентгеновских и силовых методов, было изучено влияние температуры на функциональные свойства электродного материала на основе оксида молибдена(VI) в литий-ионном аккумуляторе.
В 2000 году Кейт получил должность профессора в Университете Техаса. Его исследовательская группа специализировалась на изучении процессов, происходящих на границе раздела твердое тело/жидкость в различных электрохимических системах. Например, благодаря ряду работ,, было изучено образование, распределение и состав слоя SEI (Solid/electrolyte interface) на анодном материале на основе кремния для Li-ионных аккумуляторов. Понимание природы этих процессов позволяет создавать более мощные и безопасные аккумуляторы. Также серьёзные результаты были достигнуты в области материалов для катализа и для топливных элементов. В частности, впервые была изучена интеркаляционная анионная псевдоемкость, основанная на мобильности ионов кислорода и его вакансий, для материала на основе LaMnO3. Это открытие предполагает новую парадигму для накопления электрохимической энергии, так как большинство предыдущих исследований было направлено на изучение катодной интеркаляции.
В 2014 Стевенсон возглавил Центр энергетических наук и технологий в Сколтехе (Московская область, Россия). Основной задачей данного центра является создание и развитие новых технологий накопления и преобразования энергии. Кейт продолжил исследовательскую работу, связанную с процессами на границе раздела, которые происходят во время работы различных электрохимических устройств. Можно отметить, что достигнуты определенные успехи в изучении процессов, которые происходят во время электролиза воды на поверхности перовскитоподобных оксидов.  Также в настоящее время он читает лекции студентам – магистрантам центра по темам «Химия материалов» и «Электрохимия: Основы применения».
К 2019 году Кейт опубликовал свыше 400 статей, имеет 6 патентов и 6 книг, является членом «Американского Химического Общества», «Электрохимического Общества», «Электроаналитического Общества» и «Общества Исследования Материалов».

## Награды
- Kavli Fellow, 2012
- SEAC Young Investigator, 2006
- CSGS New Scholar Award, 2004
- NSF CAREER Award, 2002

## Основные труды
- Handbook of Electrochemistry // Под ред. Zoski.G. M.: Elsevier Science, 2007. 934 c.
- Scanning Probe Microscopy for Energy Research // Под ред. Bonnel D.A., Kalinin S.V. M.: World scientific, 2013. 640 c.
- Nanoelectrochemistry // Под ред. Mirkin M.V., Amemiya S. M.: CRC Press, 2015. 863 c.